# Heliocopris fonsecai
Heliocopris fonsecai là một loài bọ cánh cứng trong họ Bọ hung (Scarabaeidae).